# コーノ・スール

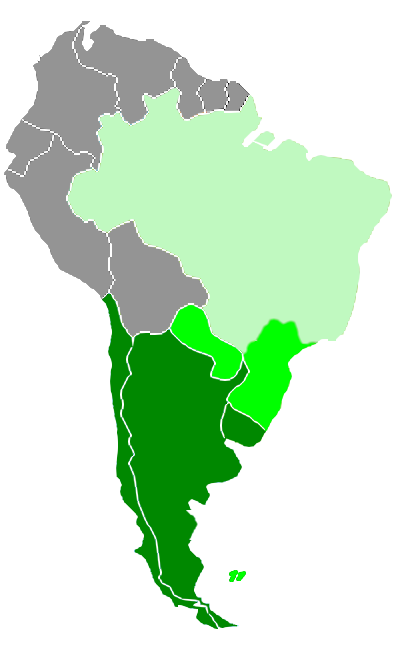
濃い緑: どの文脈でもコーノ・スールに含まれるとされる地域。黄緑: 一般的にコーノ・スールに含まれるとみなされる地域。薄緑: 領土の一部でもコーノ・スールに含まれる国全土を塗りつぶしたもの。

コーノ・スール（スペイン語: Cono Sur, ポルトガル語: Cone Sul, 英語: Southern Cone）は、南回帰線以南の南アメリカ大陸の南端部を指す地理的範囲。日本語に直訳すれば「南の角」である。社会地理学また政治地理学の観点から、アルゼンチン、チリ、ウルグアイが含まれる。これに加え、共通の歴史や地理的要因からボリビアとパラグアイ南部、ブラジル南部・南東部のいくつかの州を含むこともある。ブラジルを例に取れば、リオ・グランデ・ド・スル州、サンタ・カタリーナ州、パラナ州、サンパウロ州が該当する。

## 言語
主に話される言語はスペイン語（カスティーリャ語）である。これは、16世紀から19世紀までスペインの植民地支配下にあったことによる。またもしブラジルを含めて考えるなら、ポルトガル語が僅差の2位となる。
アルゼンチンからブラジル南部にかけての都会でない地域にあるコミュニティでは、イタリア語（ほとんどがイタリア北部方言。ヴェネツィア方言など）が話される。ドイツ語の方言が何種か、おもにブラジル南部、アルゼンチン南部、チリ南部で話されている。
ある調査によればリオプラテンセ・スペイン語、なかでもブエノスアイレス方言は、イタリア語の方言に似た抑揚のパターンをもち、他地域のスペイン語におけるそれとは明確な違いがあるという。これはこの地域に入ってくる移民のパターンをよく反映している。アルゼンチン、特にブエノスアイレスは、19世紀以来膨大な数のイタリア系移民を受け入れてきたからである。この調査を行った研究者によれば、これは比較的最近の現象であって、20世紀初頭のイタリア系移民ブームに端を発するものである。
これに加え、イギリスとアルゼンチンの間の紛争地域であるフォークランド諸島（19世紀以来イギリスが実効支配しており、イギリス系居住者がいる）では英語が話されている。アルゼンチンでは、パタゴニア地域に入植したウェールズ系イギリス人の移民の子孫によってウェールズ語が話されている。ブラジル南東部には日本語を話すコミュニティがあり、主要都市には韓国語話者がいる。またポルトゥニョール・リヴェレンセがブラジルを囲む国境地域で話されている。これはブラジルポルトガル語とスペイン語のピジン言語である。
この他にインディヘナの言語がある。マプドゥングン語（マプーチェ語）やグアラニー語など、アメリカ先住民のグループが話すものである。マプドゥングン語は南アルゼンチンのパタゴニアと、チリで使われている。グアラニー語はパラグアイの公用語のひとつである。また、アルゼンチン北東部に位置するコリエンテス州・ミシオネス州でも、スペイン語とともに公用語として使用されている。
とはいえ、圧倒的な多数派はカスティーリャ語（アルゼンチン、チリ、ウルグアイ）とポルトガル語（ブラジル）を第一言語として話す。これは近年流入している移民も同様である。

## 住民とエスニシティ

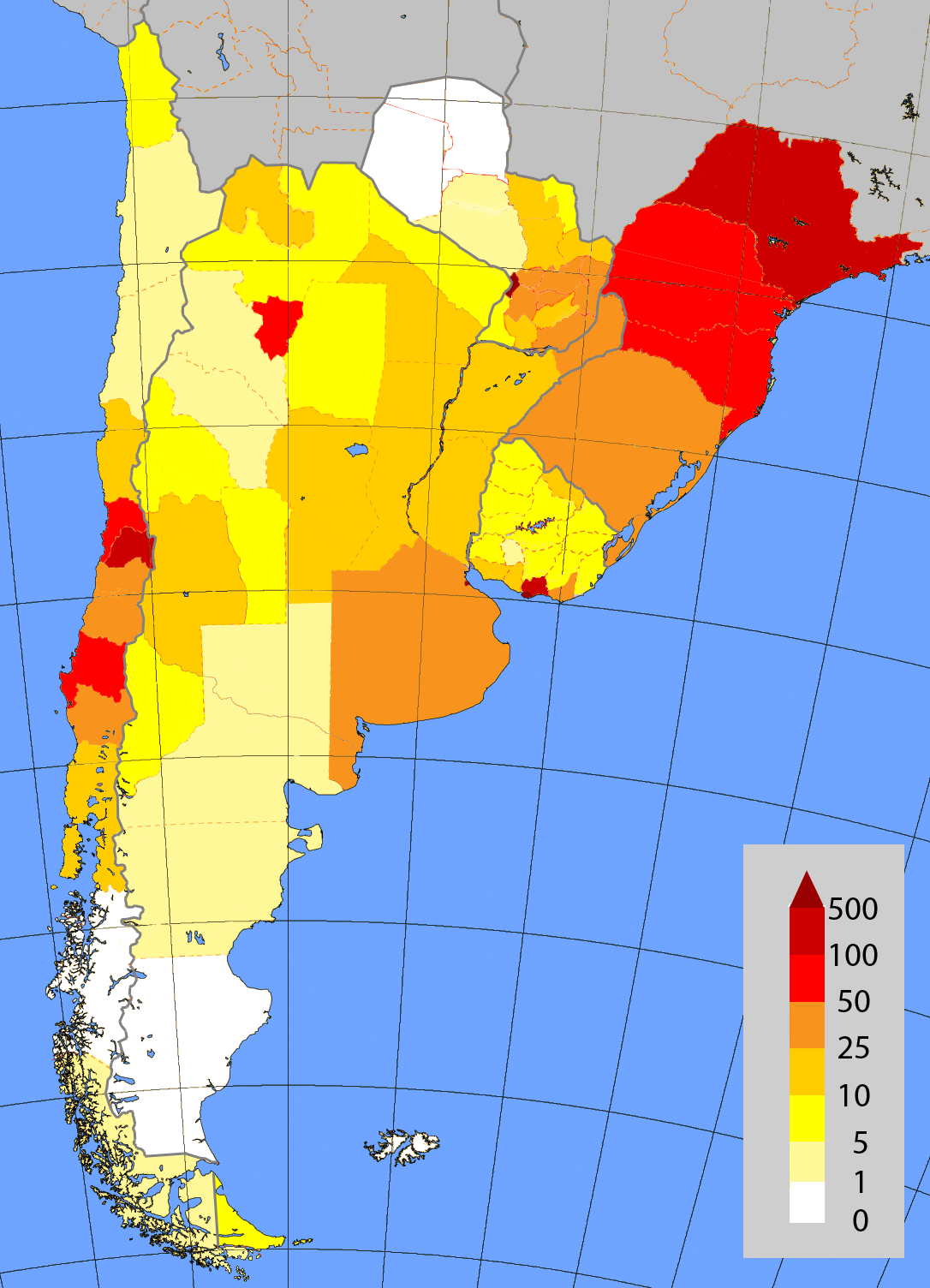
コーノ・スールの主な地方行政区分における人口密度 人/km^{2}

これら諸国の人口はアルゼンチン3,930万人、チリ1,640万人、ウルグアイ330万人となっている。ブエノスアイレスには最も大きな大都市圏があり1,310万人の、サンティアゴ・デ・チレは640万人の人口を擁する。ブラジル南東部（エスピリト・サント州、ミナス・ジェライス州、リオ・デ・ジャネイロ州、サン・パウロ州）を含める時はサンパウロ市の1,980万人が最大の都市となる。ブラジル南部（パラナ州、サンタ・カタリーナ州、リオ・グランデ・ド・スーウ州）ではクリチバが最大であり、180万人以上の人口がある。ウルグアイの首都であり、最大の都市であるモンテビデオの人口は180万人であるが、ラ・プラタ川のフェリーを利用して50km離れたブエノスアイレスからやってくる多くの滞在者がある。
エスニシティに関する限り、コーノ・スールの人口は人種的、文化的にヨーロッパと非常によく似ている。人口の80％がヨーロッパ系であり、アルゼンチン、ウルグアイ、チリ、ブラジル南部では多数派を構成する。人種的マイノリティは人口の17％であるが、パラグアイでは逆転する。ただし、その特性は南ヨーロッパ系住民と同化していく傾向にある。 アメリカ先住民は人口の2％を占める。残り1％を占めるのは、おもにブラジル南部とウルグアイに居住するムラートである。
アルゼンチンは先住民と移民双方の異なる人種のるつぼである。白人系ラテンアメリカ人市民が人口の大多数を占め、総人口の89.7%から97% が白人である。
自己申告に基づく、最新の国家センサスでは、似たような結果が出ているにも関わらず、ブエノスアイレス大学の遺伝学部の研究と、他の調査が示すところによると、アルゼンチンの人口の56%が父系、あるいは母系の先祖に少なくとも一人のインディオの祖先を有しており、人口の10%が両方の家系にインディオの祖先がいたと見積もられた。
ウルグアイの場合、インディオの民族集団は現在消滅しているが、未だにメスティーソと黒人といった目に見えるマイノリティが、人口の12%を占めている。
パラグアイの人口の大多数はメスティーソ（白人とインディオの混血）で構成されており、ヨーロッパ人移民による影響はかなり大きなものがある。メスティーソ系住民が欧州的な性格に傾斜していくことは珍しいことであり、これは他のラテンアメリカ諸国においてみられる傾向とは対峙している。時に、それは唯一の人種差別的要素となっている。この状況は、総人口に占めるコーカソイドの比率に関する論争的な疑問をしばしば巻き起こしてきた。パラグアイには、明らかに認識可能なインディオがいると同時に、正確な数は把握されていないものの非混血の白人も国民を構成している。
チリの人口の大半は、白人と白人系メスティーソによって特徴付けられている。メスティーソはスペイン人移民とインディオの女性の間に生まれた民族集団である。白人の多くはスペイン（主にカスティーリャ、アンダルシア、バスク）に、残りの少数はチリにやってきた多種多様な移民（イタリア人、ドイツ人、イスラエル人、ユーゴスラヴィア人、アラブ人、その他）に起源を持っている。
外国人は常にチリでは珍しかった。1960年のセンサスにおいて彼等は10,5000人（55％はスペイン人、ドイツ人、イタリア人、もしくはアルゼンチン人）に達した。数が少ない上に、彼等はすばやく現地に同化した。
黒人人口は常に数が少なかった。植民地時代には人口25,000人に達したが、人口比は1％以下である。現在のアメリカ先住民の人口はセンサスによると相対的に小さく、物理的に同様であるものと、言語学的に、もしくは社会的に彼等に属していると考えられるものを考慮に入れると、彼らの人口は増大する。

## 教育と生活水準
コーノ・スールのもう一つの特徴は、比較的高い生活水準とクオリティ・オブ・ライフにある。アルゼンチン、チリの人間開発指数(0.869),(0.863)はラテンアメリカで最も高く、スロベニアやクロアチア、ハンガリーといった中欧で最も豊かな国々と並ぶ。ウルグアイはこれらの領域において文盲が技術的に存在しないところにまで達し、産業と経済の成長限界に直面しているとも考えられる。アルゼンチンとチリはHDIの指数から、人的資源ではヨーロッパ諸国やその他の工業国を凌ぐために先進国とも考えられる。高い平均余命、健康と教育へのアクセスにより、世界市場への大規模な参加とメンバーの経済成長のプロフィールは、コーノ・スールのラテンアメリカをマクロ的に見て最も繁栄した地域にしている。

## 宗教
マジョリティはローマ・カトリックだが、少数のムスリムやイギリス国教会、東方正教会、仏教、道教なども存在している。ユダヤ教のコミュニティはアルゼンチンのブエノスアイレスとウルグアイのモンテビデオで成功している。コーノ・スールの保守的な信仰のあり方にも関わらず、地域の社会改革の特性を決して縮小しなかった。
ウルグアイでは政策的に教会と国家が強く分離されており、不可知論と無神論が非常に一般的である。ラテンアメリカの国で最も世俗的といえる。
より保守的なチリでは近年になってようやく離婚法のみ成立した一方で、ブラジルとアルゼンチンではゲイ連合が既に幾つかの地域で可能となっている。

## 地理
気候はほとんど温暖だが、多湿の亜熱帯、地中海性気候、高地熱帯気候、海洋性気候、亜極地気候、寒冷高地気候、砂漠気候、及び準乾燥的温暖地帯を含む。アルゼンチン北部（1月の熱赤道）、パラグアイ全土、アルゼンチン・ブラジル国境地帯、及びアタカマ砂漠の内陸部を除いて、領域は滅多に猛暑にはならない。加えて、アンデス山脈とパタゴニアの砂漠（ほとんど居住者のいない領域）を除くほとんどの地域で、冬は寒冷な温度を示す。強力で一定の風と高い湿度のため、体感温度はさらに低くなる。
アタカマは地球上で最も乾燥した場所である。

## 植物
領域内で最も独特の植物は、アルゼンチンとチリでみられるアラウカリアの木（ピヌス）である。 南半球で発見されたpinusの唯一の在来種がコーノ・スールに起源を発した。ブラジル南部でかつて広範囲に自生していた、アラウカリア・アングスティフォリアは、現在致命的な絶滅危惧種である。
アルゼンチン中部に位置するステップ地域、ウルグアイ、ブラジル南部がパンパとして知られており、領域の典型的な人々はガウチョと呼ばれる、スペイン人とインディオの間の混血である。
海洋熱帯樹、ツンドラ、地中海植物、及び砂漠の植物は自然発生したもの。南極大陸以外において、パタゴニアは地球上で最も清潔な場所といわれる。

## 政治
20世紀後半にこれらの国々はフンタ、国粋的軍事独裁政権によって統治された。
1970年代にはコンドル作戦が左翼反体制派と都市ゲリラに対して行われた。
しかしながら1990年代までには民主主義が復活した。
現在、アルゼンチン大統領のクリスティーナ・キルチネルとチリ大統領のミシェル・バチェレは政府の信用と改革を立て直した。
ウルグアイとアルゼンチンには社会福祉政策にリベラルかつ世俗的な伝統があり、アルゼンチン、チリ、ウルグアイの政治史の情報を参照して、時折「ラテンアメリカのスイス」と言われることもある。

## 政治地理学的なコーノ・スールの変遷
20世紀の半ばの軍事独裁政権下にある国々を示すのに、コーノ・スールと一括りにされる際には、アルゼンチン、ウルグアイ、チリは国家全体がコーノ・スールの範囲内にあるとみなされたとともに、ブラジルについても地理的にはコーノ・スールの外部に領土の大部分があったものの、ブラジルという国家もこの括りに含まれてきた。
これらの国で民主主義政権が樹立された今日、ブラジル南部の州（サン・パウロ州、パラナ州、サンタ・カタリーナ州、リオ・グランデ・ド・スル州）はウルグアイ、アルゼンチン、チリと同様の特徴、平均的な生活水準や温暖な気候（サンタ・カタリーナ州とリオ・グランデ・ド・スルは例年雪が降る）、高度産業化、及び多数のヨーロッパ移民を有するため、恒常的に定義に含まれる。リオ・デ・ジャネイロ州とミナス・ジェライス州もまた同様の特徴を有している。
パラグアイについても、政治的観点で括られる際には、地理的な位置と過去の軍事独裁により、パラグアイはしばしばコーノ・スールの一員として扱われてきた。しかし、極端な貧困や、非工業的あり方、そして大部分が熱帯気候であることにより、コーノ・スールの他の諸国からの反対のために、この括りから外されることも多い。